# 宇和郡
宇和郡（日语：／ Uwa gun */?）為過去位於日本伊予國西南部的郡。

## 歷史
宇和郡成立於701年，866年11月8日，喜多郡從宇和郡分出，1876年2月25日，轄下的沖之島、姬島、鵜来島被劃入土佐國幡多郡。
1878年12月16日，實施郡區町村編制法的同時，宇和郡被分割為西宇和郡、東宇和郡、北宇和郡、南宇和郡。